# Agreo
Nella mitologia greca,  Agreo  era il nome di uno dei figli di Apollo.

## Nella mitologia
Apollo, il dio dalle tante virtù, un giorno si innamorò di Eubea, figlia di Macareo, e dalla loro unione nacque Agreo.

### Pareri secondari
Agreo, o Argeo a seconda delle fonti, sarebbe stato anche il figlio di Apollo e della ninfa Cirene, fratello dunque di Aristeo.
Infine Agreo insieme a Nomio era anche uno degli epiteti dello stesso Aristeo, attribuitogli dalle ninfe che lo istruirono.